# Am Sklavenmarkt
Am Sklavenmarkt (Al mercato degli schiavi, tradotto letteralmente dal tedesco) è un film pornografico del 1907 diretto da Johann Schwarzer. È considerato il primo film austriaco appartenente a questo genere.

## Trama
Seduto su una stuoia sul prato di fronte a una tenda rotonda, un pascià fuma il suo narghilè e si accinge ad acquistare alcune nuove schiave. Il suo servo chiama il venditore e i suoi due scagnozzi, che portano avanti quattro ragazze vestite di burnus damascati. Alla prima viene aperto il burnus sul davanti per mostrarne le grazie al pascià, e al suo cenno d'assenso viene introdotta nella tenda; della seconda viene scoperto il seno, e anche lei viene inviata nella tenda; la terza viene completamente spogliata dagli scagnozzi e sospinta nuda nella tenda. La quarta, visibilmente più giovane delle altre, mostra piccoli seni sodi ma viene respinta dall'arabo e se ne ritorna con gli scagnozzi. Dopo l'abituale discussione sul prezzo, il mercante se ne va soddisfatto, mentre il nuovo padrone entra nella tenda.